# أفلام ليونزغيت
أفلام ليونزغيت (بالإنجليزية: Lionsgate Films)‏ هي شركة إنتاج أفلام أمريكية، تأسست في 1998، يقع مقرها في سانتا مونيكا، كاليفورنيا، تم تأسيسها بواسطة Frank Giustra ‏.